# Bolbitis umbrosa
Bolbitis umbrosa là một loài thực vật có mạch trong họ Lomariopsidaceae. Loài này được (Liebm.) Ching mô tả khoa học đầu tiên năm 1934.